# Hiperparatiroidismo secundario
El  hiperparatiroidismo secundario es una afección médica de secreción excesiva de hormona paratiroidea (PTH) por las glándulas paratiroideas en respuesta a hipocalcemia (niveles de calcio en sangre bajos), que da lugar a una hiperplasia de estas glándulas. Este trastorno se ve principalmente en pacientes con insuficiencia renal crónica. A veces se abrevia como "SHPT" en literatura médica.

## Signos y síntomas
El dolor óseo y de articulaciones son comunes, tanto como las deformaciones de las extremidades. La hormona PTH elevada también tiene efectos pleiotrópicos en la sangre, sistema inmunitario y el sistema neurológico. 

## Causas
La insuficiencia renal crónica es la causa más común del hiperparatiroidismo secundario. En la insuficiencia renal crónica los riñones no convierten suficiente vitamina D a su forma activa, y no excretan adecuadamente el fosfato. Cuándo esto pasa, se forma fosfato de calcio insoluble en el cuerpo y saca calcio de la circulación. Ambos procesos provocan hipocalcemia y, por tanto, hiperparatiroidismo secundario. El hiperparatiroidismo secundario puede ser también resultado de malabsorción ( pancreatitis crónica, enfermedad de intestino delgado, malabsorción dependiente de cirugía bariátrica), ya que la vitamina D liposoluble no puede reabsorberse. Esto conduce a la hipocalcemia y un aumento subsiguiente de la secreción de hormona paratiroidea en un intento de aumentar los niveles de calcio sérico. Algunas otras causas pueden deberse a una ingesta dietética inadecuada de calcio, deficiencia de vitamina D, o esteatorrea.

## Diagnóstico
La PTH está elevada debido a la disminución de los niveles de calcio o 1,25-dihidroxi-vitamina D3.  Por lo general, se observa en casos de insuficiencia renal crónica o receptores de calcio defectuoso en la superficie de glándulas paratiroides. 

## Tratamiento
Si la causa subyacente de la hipocalcemia puede ser tratada, el hiperparatiroidismo se resolverá. En personas con insuficiencia renal crónica, el tratamiento consta de restricción dietética de fósforo; suplementos que contengan una forma activa de vitamina D, como calcitriol, doxercalciferol, paricalcitol; y quelantes de fosfato, los cuales están o no basados en calcio. 
El Calcifediol de liberación extendida fue aprobado recientemente por la FDA como tratamiento para el hiperparatiroidismo secundario (SHPT) en adultos con insuficiencia renal crónica (IRC) en estadio 3 o 4 y con niveles de vitamina D bajos en sangre (25-hidroxivitamina D menor de 30 ng/mL). Puede ayudar a tratar la SHPT al aumentar los niveles de vitamina D y reducir los niveles de hormona paratiroidea o PTH.  No está indicado para personas con IRC en estadio 5 CKD o en diálisis. 
En el tratamiento del hiperparatiroidismo secundario debido a insuficiencia renal crónica en diálisis los calcimiméticos no parecen afectar el riesgo de muerte temprana. Si disminuyen  la necesidad de paratiroidectomía pero causan más problemas con los niveles de calcio bajos en sangre  y vómitos.
La mayoría de las personas con hiperparatiroidismo secundario a insuficiencia renal crónica mejorarán después del trasplante renal, pero muchas continuarán con un grado de hiperparatiroidismo residual (hiperparatiroidismo terciario) tras el trasplante con riesgo asociado de perdida ósea, etc. 

## Pronóstico
Si no se trata, la enfermedad progresará a hiperparatiroidismo terciario, donde la corrección de la causa subyacente no detendrá la secreción excesiva de PTH, es decir, la hipertrofia de las glándulas paratiroides se vuelve irreversible. A diferencia del hiperparatiroidismo secundario, el hiperparatiroidismo terciario está asociado con hipercalcemia más que hipocalcemia. 